# Край листа
Край листа — край листовой пластинки простого или сложного листа. Он может быть цельным, с выпуклостями, или с надрезами. В последнем случае это либо насечки, либо зубчатая кромка.
Край листовой пластинки растений часто является характеристикой рода растения и помогает определить вид. Но край листа не всегда может быть одинаковым в пределах одного вида или даже в пределах одного индивида. Форма края листа может быть различной в зависимости от того, где расположен лист на растении (на однолетнем или многолетнем побеге) или на разных частях одного листа (одиночные листы, двулопастные вверху, цельные у основания) — это частный случай гетерофиллии.

## Типы
Классификация типов края листа может различаться, край можно описать с различной степенью точности. Некоторые термины для описания края листа, которые могут применяться также для описания края других плоских структур: слоевищ, лепестков, чашелистиков, прицветников и прилистников:
- Цельнокрайный[1] или гладкий лист — с гладким краем, без зубцов и надрезов, например, у видов рода Ива (Salix)[2].
- Бахромчатый или реснитчатый — с бахромой по краям, то есть с узкими нитевидными долями, часто различными по длине[2].
- Зубчатый лист[1] — с симметричными зубчиками, как у каштана. Шаг зубчика может быть большой и маленький.
  - Округлозубчатый — с волнообразными, не острыми зубцами, как у бука.
  - Мелкозубчатый — с мелкими зубчиками, например у ирги круглолистной (Amelanchier ovalis).
  - Двоякозубчатый — каждый зубец имеет мелкие зубцы.
- Лопастной — изрезанный, с вырезами, не достигающими середины.
- Городчатый лист[1] — имеющий округлые выступы, направленные вперёд в сторону макушки листа. Подразделяют тупо-, остро-, крупно-, двоякогородчатые.
- Пильчатый[1] — с несимметричными зубчиками (как зубья пилы), направленными вперёд в сторону макушки листа, как у крапивы.
  - Двупильчатый — каждый зубчик имеет более мелкие зубчики
  - Мелкопильчатый (лат. serrulātus) — с мелкими несимметричными зубчиками. Пример: бересклет Форчуна (Euonymus fortunei), тополь чёрный (Populus nigra).
- Выемчатый — с глубокими, волнообразными вырезами, как у многих видов щавеля
- Колючий — с неэластичными, острыми концами, как у некоторых падубов и чертополоха.
- Хрящеватый — имеющий утолщение на краю.
- Струговидный — с неравномерными вырезами, делящими листовую пластинку на косотреугольные участки, как у одуванчика лекарственного.